# Hang (párt)
A Hang (ukránul: Holosz, cirill betűkkel: Голос) ukrán politikai párt, melyet 2019-ben alapítottak. Elnöke Szvjatoszlav Vakarcsuk. A párt elindult a 2019-es ukrajnai parlamenti választásokon is, ahol 5,82 százalékos pártlistás eredménnyel bejutott a parlamentbe és 20 mandátumot szerzett az Ukrán Legfelsőbb Tanácsban.

## Választási eredmények
| Választás | Szavazatok száma | Szavazatok aránya | Mandátumok száma | Mandátumok aránya | Parlamenti szerepe |
| --------- | ---------------- | ----------------- | ---------------- | ----------------- | ------------------ |
| 2019-es   | 849 085          | 5,82%             | 20               | 4,4%              | ellenzék           |